# Ministero della salute (Francia)
Il Ministero della salute (in francese Ministère de la Santé), è un dicastero del governo francese responsabile dell'attuazione della politica del governo nei settori degli affari sociali, della solidarietà e coesione sociale, della sanità pubblica e protezione sociale.
Il nome può variare, a seconda che esista o meno un ministero del lavoro separato.
L'azione sociale fa anche parte delle competenze dei consigli dipartimentali.
Durante il periodo del governo Borne, il portafoglio era diviso tra due ministri a pieno titolo:
- Agnès Firmin-Le Bodo, ministro della salute e della prevenzione
- Aurore Bergé, ministro della solidarietà e della famiglia

Nel governo Attal, la titolare del Ministero del Ministero del lavoro, della salute e della solidarietà è Catherine Vautrin.

## Storia
Il Ministero della salute è stato istituito come Ministero dell'igiene, dell'assistenza e della previdenza sociale il 13 luglio 1920, dal Dipartimento dell'assistenza e dell'igiene pubblica, che era allora sotto il Ministero degli interni e della direzione della previdenza sociale presso il Ministero del lavoro sin dalla sua istituzione nel 1930. Dal 1934 al 1936 divenne noto come Ministero della sanità pubblica e dell'educazione fisica. Durante la guerra, è unito alla famiglia o scompare. Alla fine del 1946, si fuse con il Ministero della popolazione, sotto il nome di Ministero della salute pubblica e della popolazione, prima di assumere il nome di Ministero degli affari sociali nel 1956, recuperando le attribuzioni della previdenza sociale precedentemente attribuite al lavoro. Sotto la Quinta Repubblica, il Ministero della salute è stato un ministero a parte fino al 1983 (tranne tra il 1966 e il 1969) e tra il 2002 e il 2010. La parola "salute" a volte non appariva nei titoli dei ministeri ed era limitata a "affari sociali" o "solidarietà".

## Funzioni
Il ministro degli Affari sociali e della sanità prepara e attua la politica del governo in materia di affari sociali, solidarietà e coesione sociale, sanità pubblica e organizzazione di un sistema infermieristico.

## Organizzazione
Il ministro degli affari sociali e della salute ha autorità su:
- la Direzione generale della salute;
- la Direzione generale delle forniture infermieristiche.

Esercita la sua autorità sulla Direzione generale per la coesione sociale, accanto al ministro dell'economia e delle finanze, al ministro dell'economia, dell'industria e del digitale, nei limiti delle loro funzioni.
Ha autorità sulla Direzione delle assicurazioni sociali con il ministro dell'economia e delle finanze.
Ha autorità sulla Direzione della ricerca, degli studi, della valutazione e della statistica con il ministro dell'economia e delle finanze e con il ministro del lavoro, dell'occupazione e del dialogo sociale.